# Ley de naturalización estadounidense de 1790
La Ley de naturalización de Estados Unidos del 26 de marzo de 1790 fijó las primeras reglas en Estados Unidos para otorgar la ciudadanía nacional. Esta ley limitaba la nacionalización a los inmigrantes que fueran "personas blancas libres" de "buena moral". Por lo tanto excluyó a los nativos americanos, a los negros ya fuesen libres o esclavos, asiáticos y sirvientes sin sueldo. 
Hasta 1944, los tribunales interpretaron que la palabra "blancas" excluía también a las personas de religión musulmana. Esta posición fue revertida por la sentencia Ex Parte Mohriez que le concedió la ciudadanía a un hombre musulmán.
Aunque la ley incluyó a las mujeres, la ciudadanía se heredaría exclusivamente a través del padre: "no le corresponde a personas cuyos padres nunca han sido residentes de los Estados Unidos...." .